# Toén
Toén est une commune de la province d'Ourense en Espagne située dans la communauté autonome de Galice.

## Personnalités
- Benito Villamarín